# FEANTSA
L'European Federation of National Organisations working with the Homeless (in francese Fédération Européenne d'Associations Nationales Travaillant avec les Sans-Abri), abbreviato come FEANTSA, è una rete di associazioni nazionali che si occupano dei senzatetto, l'unica e la maggiore in Europa per numero di aderenti che si dedicano a questo tema.
Finanziata dalla Commissione europea nelle sue attività, collabora con le istituzioni dell'Unione Europea, svolgendo un ruolo consultivo presso il Consiglio d'Europa e le Nazioni Unite.
Monitora la diffusione e la natura del fenomeno dei senzatetto in Europa e le politiche nazionali e locali in materia, nel quadro della strategia della Commissione europea sulla protezione sociale e l'inclusione sociale. Il sito web dell'organizzazione offre informazioni sulla misurazione del fenomeno dei senzatetto, sulla salute, occupazione, i loro diritti abitativi, giovani e povertà energetica dovuta alla transizione verso fonti non fossili.

## Attività
Nel 2007 FEANTSA ha vinto una causa sulla violazione del diritto alla casa in Francia davanti al Comitato europeo dei diritti sociali e un'altra causa, contro la Slovenia, nel 2010.
Il 14 aprile 2010, presso il Parlamento europeo di Bruxelles, la FEANTSA ha lanciato la campagna Ending Homelessness con un'audizione intitolata Porre fine al fenomeno dei senzatetto è possibile! Come può l'UE contribuire efficacemente alla lotta contro i senzatetto?
FEANTSA partecipa dell'Housing First Europe Hub per la promozione dell'Housing First.

## Membri
Le circa 100 organizzazioni aderenti a FEANTSA provengono da 30 Paesi europei, tra cui 24 Stati membri dell'Unione europea. I membri sono organizzazioni non governative che forniscono un'ampia gamma di servizi alle persone senza dimora, tra cui alloggio e assistenza sociale. La maggior parte dei membri di FEANTSA sono organizzazioni nazionali o regionali di fornitori di servizi che lavorano in stretta collaborazione con le autorità pubbliche e i fornitori di edilizia sociale.

## Affiliazioni
FEANTSa è affiliata al Platform of European Social NGOs, all'European Anti Poverty Network (EAPN, supportata dalla Commissione europea) e all'European Public Health Alliance (EPHA), associazione belga di 89 organizzazioni no profit di 21 Paesi europei attive nel campo della salute pubblica.

## Pubblicazioni
Nel 1991 la FEANTSA fondò l'European Observatory on Homelessness, cofinanziato dall'Unione Europea, che pubblica la rivista semestrale open access European Journal of Homelessness (archivio online dal 2006) e l'European Review of Statistics on Homelessness (2005 e 2009).
Ogni anno, il Consiglio amministrativo di FEANTSA designa un tema che sono oggetto dei lavori del network per i dodici mesi successivi e si concludono con una dichiarazione politica, una relazione e una conferenza. In generale, anche uno dei numeri della rivista FEANTSA Homeless in Europe è dedicata al tema selezionato. La periodicità è quadrimestrale.
FEANTSA gestisce anche una newsletter sul tema della casa e dei senzatetto le cui fonti sono i membri del network, la stampa e le associazioni europee, nonché le organizzazioni internazionali.
Essa produce una serie di strumenti e toolkit per aiutare gli utenti dei servizi, i ricercatori, le autorità locali ecc. a comprendere e affrontare meglio il problema dei senzatetto.